# 영제군
영제군 이석령(寧堤君 錫齡, 1568년 ~ 1623년)은 조선 중기의 왕족으로 선조의 중형(仲兄) 하릉군의 양자이다. 본관은 전주, 휘는 석령(錫齡), 자는 천여(天與), 시호는 영희(榮禧)이다. 부인은 대사헌 한숙의 손녀 당진군부인 한씨(唐津郡夫人 韓氏)이다. 1614년(광해군 6년) 8월 27일 위성원종공신 2등(衛聖原從功臣二等)에 책록되었다.

## 생애
생부는 덕흥대원군의 아들 하원군이고, 생모는 남양군부인 홍씨(南陽郡夫人 洪氏)이다. 하원군의 3남으로 1568년(선조 1) 한성 인달방 도정궁에서 태어났다. 숙부 하릉군에게 출계하여 금원군의 손자가 되었으며, 초수 승헌대부 영제정(寧堤正)을 봉작받았다. 숭헌대부 영제군(寧堤君)으로 승진되고, 오위도총부 도총관과 사옹원 제조가 되었다. 1591년(선조 24) 광국원종공신 1등에 책록되었다.
1605년(선조 38) 호성원종2등공신(扈聖原從二等功臣)에 책록되었고, 1607년(선조 40) 가덕대부에 가자되고, 1610년(광해 2) 소덕대부 겸 도총관에 제수되었다. 1615년(광해 7) 흥록대부에 가자되고, 1621년(광해 13)에는 현록대부 정1품으로 승진하였다.
1592년 임진왜란 때 왜적에게 삼경(三京)이 연이어 함락되니 화가 능안까지 미치게 되어 종실(宗室)을 선출하여 봉심케 하는데 태릉으로 가라는 왕명을 받들어 두려움없이 즉시 출발하여 주복야행(晝伏夜行)으로 무사히 거행하고 돌아와서 큰 공을 세워 많은 칭송을 받았다. 1614년(광해군 6년) 8월 27일 위성원종공신 2등(衛聖原從功臣二等)에 책록되었다.
1623년(능양군1년) 봄 아침 일찍 조회하다 쓰러져 향년 56세로 별세하였다.

## 가족관계
- 아버지(양부) : 하릉군 인
- 어머니(양모) : 평산군부인 신씨(平山郡夫人 申氏), 참판(參判) 평산인(平山人) 신여종(申汝悰)의 딸
- 아버지(생부) : 하원군 정
- 어머니(생모) : 남양군부인 홍씨 - 영의정 강녕군 홍섬의 딸
- 부인 : 당진군부인 한씨(唐津郡夫人 韓氏, 1568년 - 1626년), 당진인(唐津人) 한의(韓誼)의 딸
  - 장남 : 호안군 이오(湖安君 澳, 1596년 - 1665년)
  - 2남 : 호성도정 이락(湖城都正 洛, 1601년 - 1661년)